# 音声モールス発生器

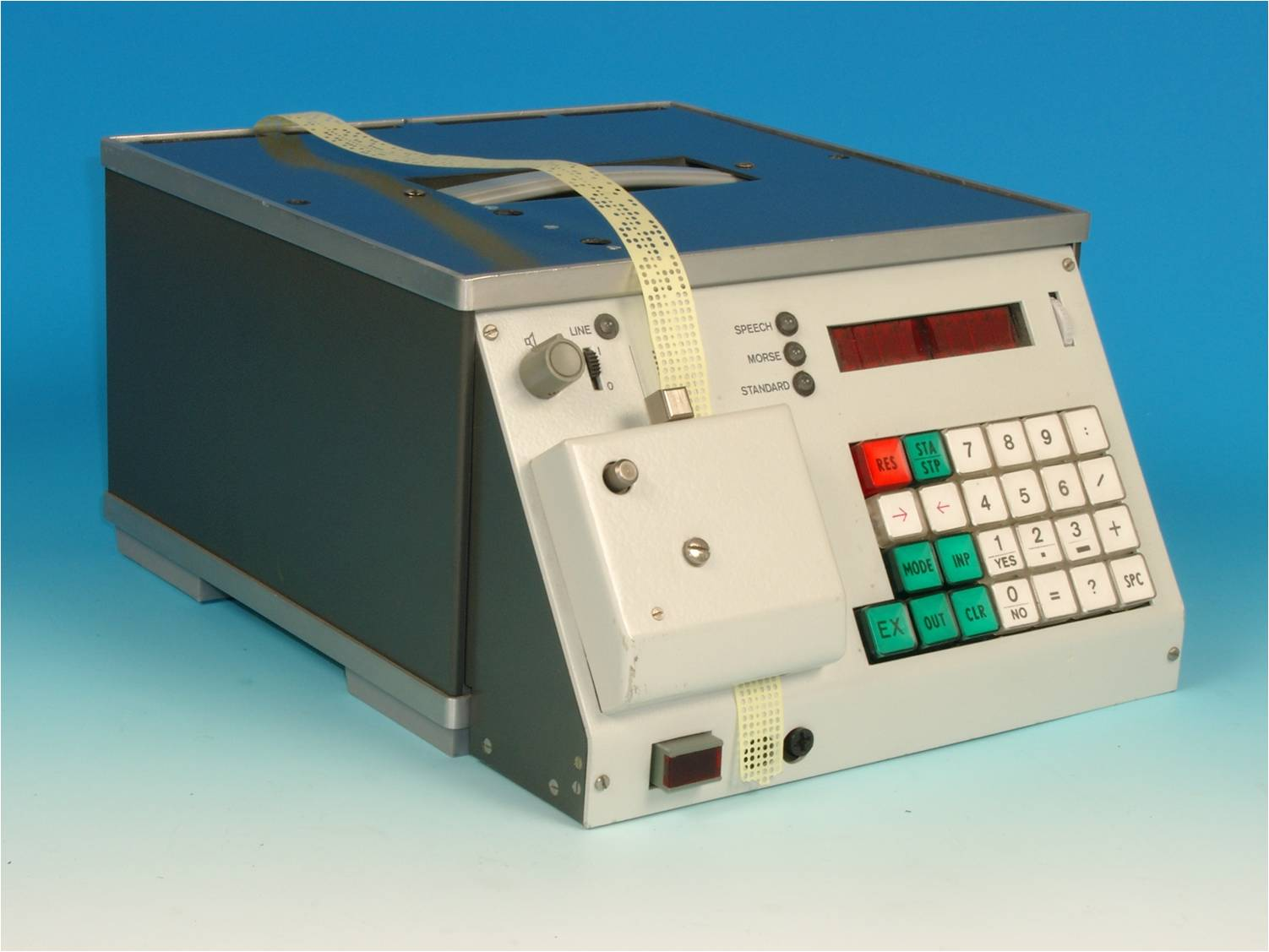
音声モールス発生器

音声モールス発生器（おんせいモールスはっせいき、英：Speech/morse generator、独：Sprach/Morse Generator）は、ドイツ民主共和国（東ドイツ）で開発された通信装置の通称である。開発名称は"Gerät 32620 (Device 32620)"と言われている。紙テープに打刻されたモールス信号を合成音声（ドイツ語・スペイン語）に変換、キーパッドに入力した数字をモールス信号に変換するなどして音声出力する装置であり、もっぱら東側諸国の乱数放送などで用いられた。

## 概要
この装置は1980年代前半に旧東ドイツの宇宙研究所で開発された、とされる。老朽化したシュナッターリンヒェン(Schnatterinchen, Device 32028)と呼ばれるアナログテープ式の装置の後継機で、東ドイツのシュタージをはじめ、ポーランドの公共安全省、その他、ソビエト連邦やキューバなど東側の諜報機関において、乱数放送用の音声データを作るのに用いられた。キーパッド入力、シリアルポートからの外部入力（音声やモールス信号など）、紙テープ（5孔式鑽孔テープ）から元となる信号を取り入れ、それをモールス信号音や英語・ドイツ語の数字読み上げ音声に変換して出力するものであり、短波送信機に直結することで電波に乗せることもできた。当初の読み上げ音源（ドイツ語・スペイン語）は、内蔵テープに吹き込まれていたが、のちにデジタル音源化された。また、プログラム支援装置(Device 32621)を使用することで、英語やロシア語などの他の言語に当てはめることもできた。
現在では乱数放送の廃止や情報開示などにより、この機械の存在が公に知られているが、今でもロシア発の乱数放送(G06など)ではこの音声モールス発生器を使用している電波が見受けられ、2020年現在でも稼働している動画がyoutubeに掲載されている。

## 諸元
出典による。
寸法：290×260×135mm
重量：約7.1kg
動作電圧：交流：110V・127V・220V、直流：12V
入力方式：キーパッド入力、シリアルポート入力、紙テープ（5孔式鑽孔テープ）
出力方式：KS-51ソケットによる外部出力・内蔵スピーカー
出力言語：ドイツ語・スペイン語・モールス信号
LEDディスプレイ付き（エラーコード付き）
ニカド電池によるデータ保持機能

## キーパッド入力
出典による。
| キー入力 | モールス入力 | ドイツ語 | 意味               | 機能                                           |
| -------- | ------------ | -------- | ------------------ | ---------------------------------------------- |
| 0        | -            | Nul      | 数字の０           | 操作画面における「No」キー                     |
| 1        | .----        | Eins     | 数字の1            | 操作画面における「Yes」キー                    |
| 2        | ..---        | Zwei     | 数字の２           | モールス信号モードでは短点打鍵                 |
| 3        | ...--        | Drei     | 数字の３           | モールス信号モードでは長点打鍵                 |
| 4        | ....-        | Vier     | 数字の4            |                                                |
| 5        | .....        | Funf     | 数字の5            |                                                |
| 6        | -....        | Sechs    | 数字の6            |                                                |
| 7        | --...        | Sieben   | 数字の7            |                                                |
| 8        | ---..        | Acht     | 数字の8            |                                                |
| 9        | ----.        | Neun     | 数字の9            |                                                |
| :        | ...-         | Achtung  | 傾注（暗号開始）   |                                                |
| /        | ........     | Trennung | 分離（スラッシュ） |                                                |
| +        | ...-.-       | Ende     | 終了（暗号終了）   | 音声発生モードでの終了信号                     |
| =        | 対応なし     | 対応なし | 対応なし           | モールス信号モードでは「アドレスセパレーター」 |
| ?        | 対応なし     | 対応なし | 対応なし           | モールス信号での終了信号                       |
| SPA      | 対応なし     | 対応なし | 対応なし           | スペースキー                                   |
| RES      | 対応なし     | 対応なし | 対応なし           | リセットキー                                   |
| STA/STP  | 対応なし     | 対応なし | 対応なし           | 暗号再生・一時停止                             |
| →        | 対応なし     | 対応なし | 対応なし           | 進む（設定画面）                               |
| ←        | 対応なし     | 対応なし | 対応なし           | 戻る（設定画面）                               |
| MODE     | 対応なし     | 対応なし | 対応なし           | モード設定                                     |
| INP      | 対応なし     | 対応なし | 対応なし           | 入力モードキー                                 |
| OUT      | 対応なし     | 対応なし | 対応なし           | 出力モードキー                                 |
| CLR      | 対応なし     | 対応なし | 対応なし           | クリアキー                                     |
| EX       | 対応なし     | 対応なし | 対応なし           | CLR、OUT、RESの実行キー                        |

## 使用例
以下の乱数放送で音声モールス発生器が使用された。
- スウェーデン狂詩曲 (乱数放送) ：G02(ドイツ語) - ポーランド[2]
- ジャーマン・レディ：G06・G07(ドイツ語) - ソ連・ロシア[4]
- Atención：V02（スペイン語）- キューバ